# Mesogona
Mesogona là một chi bướm đêm thuộc họ Noctuidae.

## Loài
- Mesogona acetosellae (Denis & Schiffermüller, 1775)
- Mesogona olivata (Harvey, 1874)
- Mesogona oxalina (Hübner, [1803])
- Mesogona rubra Crabo & Hammond, 1998
- Mesogona subcuprea Crabo & Hammond, 1998